# Haun (Rattenkirchen)
Haun ist ein Gemeindeteil der Gemeinde Rattenkirchen im oberbayerischen Landkreis Mühldorf am Inn.

## Lage
Das Dorf Haun liegt südwestlich der Bundesstraße 12 und in der Luftlinie 2 Kilometer südlich der Bundesautobahn 94, von deren Ausfahrt 17 (Heldenstein) es sich über die Hauner Straße auf einer 4,5 Kilometer langen Fahrt erreichen lässt.
Unmittelbar westlich des Dorfes schließt sich das Gewerbegebiet Haun an.

## Geschichte
Am 1. Dezember 1800 fand bei Haun ein blutiges Gefecht zwischen Franzosen und Österreichern statt. Die Gefallenen wurden auf den umliegenden Friedhöfen beerdigt.

## Dorf- und Bevölkerungsentwicklung
In Haun lebten 1861 insgesamt 96 Einwohner in 34 Gebäuden. Um 1950 lebten dort in der Nachkriegszeit des Zweiten Weltkriegs 109 Einwohner. Im Mai 1987 gab es 49 Einwohner in 17 Wohngebäuden, von denen eines in zwei Wohnungen aufgeteilt war.
| Jahr      | 1861 | 1871 | 1925 | 1950 | 1970 | 1987 |
| Einwohner | 96   | 108  | 70   | 109  | 56   | 49   |

## Historische Gebäude
In der Hauptstraße sind die Kapelle, die Haustüren der Gebäude Hauptstraße 5 und 7 sowie das Gebäude in der Hauptstraße 9 in die Liste der Baudenkmäler in Rattenkirchen eingetragen. Früher war dort auch der Stallstadel beim Haus Nr. 7 aufgelistet.

### Kapelle
Die Kapelle in der Hauptstraße wurde 1907 von Simon und Anna Hundseder errichtet, die sich auf einer Erinnerungstafel im Inneren des Gebäudes als Privatiere und ehemalige Metzgers-Eheleute von Haun bezeichnen.
Es handelt sich dabei um einen kleinen neugotischen Satteldachbau mit Putzgliederung und Dachreiter. Die durch fünf Holzbalken in vier Joche aufgeteilte Holzdecke des Innenraums ist durch bäuerliche Deckenmalerei auf weißem Grund verziert.
Holzskulpturen vom Heiligen Simon, dem Schutzpatron der Färber, Gerber, Holzfäller und Lederarbeiter und von der Heiligen Anna, der Patronin der Mütter, Hausfrauen und Krämerinnen, sind wohl eine Anspielung auf die Namen und Berufe des Stifterehepaars.
An der Seitenwand aufgehängte Kreuzwegbilder zeigen den Leidensweg Jesu Christi. Die auf Goldgrund dargestellten Ölgemälde sind, durchaus kunstvoll, weitaus älteren Darstellungen in der abendländischen, altniederländischen und byzantinischen Kunst des Mittelalters üblichen Tafelmalerei nachempfunden und der um 1860/70 modischen Nazarenerkunst verknüpft.
In dem durch eine schmiedeeiserne Chorschranke vom Längsraum der Kapelle abgetrennten Chor steht der durch ein Altarbild geschmückte Altar.

### Hauptstraße 7
Ein Stallstadel, der ursprünglich dem Gasthof Haus Nr. 7 zugehörig war, ist ein ehemaliges Baudenkmal. Es handelt sich dabei um einen traufständigen Satteldachbau mit Putzgliederung, der mit der Jahreszahl 1860 bezeichnet ist.

### Hauptstraße 9
Der Zweigeschossige Flachsatteldachbau mit Putzgliederung und südseitigen Medaillonmalereien in der Hauptstraße 9 ist ein denkmalgeschütztes ehemaliges Wohnstallhaus aus der Zeit um 1840. Es ist ein verputzter Satteldachbau, der wohl im späten 19. Jahrhundert erneuert wurde.

### Denkmalgeschützte Haustüren
Die denkmalgeschützte neugotische zweiflügelige Holztüre in der Hauptstraße 5 ist mit der Jahreszahl 1863 bezeichnet. Die ebenfalls unter Denkmalschutz gestellte zweiflügelige Holztüre in hölzernem Türgewände in der Hauptstraße 7 am ehemaligen Gasthof Straßer ist neugotisch und mit der Jahreszahl 1853 bezeichnet.

### Süeßen-Hof
Der Süeßen- oder Siessen-Hof (Alte Dorfstraße 1d-1f), der nach der auf dem Hof ansässigen Familie Süeß bezeichnet wurde, lässt sich mindestens bis ins frühe 13. Jahrhundert zurückverfolgen. Der Hof gehörte bis zur Säkularisation 1803 zum Kloster Gars und unterstand dem Vogtgericht der Obmannschaft Rattenkirchen, Oberamt Gars der Salzburgischen Enklave Mühldorf. Der Hof besaß als sogenannter Viertelhof mit ca. 40–60 Tagwerk bebaubarem Grund die typische Größe eines Lehenhofes und wurde vom Kloster immer nur auf die Lebensdauer des jeweiligen Bauern verstiftet. 
Aufgrund der großen Armut war 1647, kurz vor dem Ende des Dreißigjährigen Kriegs, zwar kein Viehbestand vorhanden, die Gebäude befanden sich aber in gutem Zustand. Im Jahr 1790 gab es einen größeren Brand, woraufhin ein Teil des Hofes (Hauptgebäude oder Stadel) neu errichtet werden musste.
Im Zuge der Säkularisation ging der Hof aus der geistlichen an die weltliche Grundherrschaft über, die ab 1810 vollständig überliefert ist. Er wurde 2021 vollkommen renoviert und in hochwertige Wohnungen mit Terrasse und Gartenanteil aufgeteilt, wobei auf ein klimaneutrales Haustechnikkonzept mit individueller Wohnraumlüftung mit Wärmerückgewinnung großer Wert gelegt wurde. Dabei ging jedoch der historische Charakter des Hofs vollkommen verloren, alle Zierelemente wurden abgeschlagen. Der Süeßen-Hof zeigt sich nun als blanker, zier- und gliederungsfreier moderner Bau. Noch vor Baustart im Januar 2021 konnten alle neun Wohnungen zu höheren Verkaufspreisen als ursprünglich erwartet verkauft werden.